# ZX (revista)
ZX es una revista española de informática dedicada al ordenador Sinclair ZX Spectrum y en sus primeros números también al Sinclair ZX81. Fue publicada por Ediciones y Suscripciones, S.A. (EDISA) y por Ed. Publinformática durante varios años, desde octubre de 1983 hasta mayo de 1987.
Se publicaron 41 ejemplares, más un número Extra aparecido en 1986.